# Гейл Гудрич
Гейл Чарльз Гудрич-молодший (англ. Gail Charles Goodrich Jr.; нар. 23 квітня 1943, Лос-Анджелес, Каліфорнія) — американський професійний баскетболіст, який виступав у Національній баскетбольній асоціації за команди «Лос-Анджелес Лейкерс», та «Нью-Орлеан Джаз». Грав на позиціях атакуючого і захисника, що розігрує. 1972 року став чемпіоном НБА у складі «Лейкерс», п'ять разів брав участь у матчах усіх зірок НБА. За ним у командах Каліфорнійського університету в Лос-Анджелесі «УКЛА Брюїнз» та «Лос-Анджелес Лейкерс» назавжди закріплено номер 25. Член Залу слави баскетболу з 1996 року.